# Hi5
hi5 est un service de réseautage social en ligne, qui, durant l'année 2007, était un des 25 sites les plus visités sur le web. La compagnie a été fondée en 2003 par Ramu Yalamanchi qui en est également le président-directeur général,. hi5 compte parmi leurs inscrits Alicia Keys, Selena Gomez, Beyonce, Oprah Winfrey,
Demi Lovato.[réf. nécessaire] 

En 2008, hi5 compte plus de 80 millions de membres enregistrés, environ 56 millions de visiteurs uniques mensuellement, plus de la moitié ont moins de 35 ans.

## Caractéristiques
Sur hi5, l'utilisateur créé son profil en ligne qui lui permet de diffuser des informations le concernant, comme ses intérêts, son âge et sa ville. Il peut choisir un avatar et recevoir des commentaires sur son profil. Hi5 permet également à l'utilisateur de créer des albums photos personnels et d'installer un lecteur de musique dans son profil. Il peut aussi demander à d'autres utilisateurs qu'ils l'ajoutent dans leur liste d'amis par l'intermédiaire d’un courriel. Quand une personne reçoit une demande, elle peut l'accepter, la refuser, ou tout simplement bloquer l'utilisateur. Si l'utilisateur en accepte un autre en tant qu'ami, les deux seront reliés directement (au 1er degré). L'utilisateur apparaîtra alors sur la liste d'amis de la personne et vice-versa.
Quelques internautes choisissent de rendre leurs profils publics sur hi5. D'autres préfèrent le rendre visible seulement par les gens présents dans leur réseau. Le réseau d’amis se compose des amis directs d'un utilisateur (1er degré), des amis d'amis directs (2e degré) et des amis des amis des amis directs (3e degré).

## Part de Marché
Bien que hi5 maintienne une forte position en Amérique centrale, il doit faire face à une dure concurrence de plusieurs sites de réseaux sociaux basés en Asie.
En 2009, hi5 était le principal réseau social dans plusieurs pays.
- Costa Rica
- Dominique
- République dominicaine
- Équateur
- Salvador
- Guatemala
- Haïti
- Honduras
- Jamaïque
- Île Maurice
- Mexique[9]
- Mongolie
- Nicaragua
- Pérou
- Portugal
- Roumanie
- Saint-Christophe-et-Niévès
- Thaïlande

En 2008, la concurrence de Facebook lui fait perdre la tête en Colombie, au Venezuela, au Koweït, à Trinité-et-Tobago, en Tunisie et en Grèce ainsi qu'à Chypre.

## Stratégie d'entreprise
Tout comme Facebook et MySpace, hi5 fonctionne financièrement et génère des profits par la publicité (puisque les inscriptions sont gratuites) : la vente d'espaces sur son site (bannières) et de profils de clients potentiels et adresses électroniques[réf. nécessaire].